# Ceratostylis truncata
Ceratostylis truncata är en orkidéart som beskrevs av Johannes Jacobus Smith. Ceratostylis truncata ingår i släktet Ceratostylis och familjen orkidéer. Inga underarter finns listade i Catalogue of Life.